# Union Canal (Schotland)
Het Union Canal is een 31,5-mijl (50,7 kilometer) lang kanaal in Schotland.
Het loopt van Lochrin-basin, Fountainbridge, Edinburgh naar Falkirk, waar het Union Canal het Forth and Clyde Canal bereikt en met het Falkirk-wiel er wordt op aangesloten.
Het kanaal werd in 1822 voor het scheepvaartverkeer geopend. Het was een belangrijke route voor het transport van vooral steenkool naar Edinburgh. De schepen moesten tol betalen om van het kanaal gebruik te maken. Met deze inkomsten werd het kanaal onderhouden en kregen de investeerders een vergoeding voor hun kapitaal. Het succes was van kort duur. In 1842 kwam de Edinburgh and Glasgow Railway gereed en de spoorweg verdrong het vervoer over water. Het kanaal raakte inkomsten kwijt en in 1933 werd het commercieel gebruik van het kanaal gestaakt. In 1965 volgde de definitieve sluiting.
Aan het einde van de 20e eeuw werd het kanaal weer geschikt gemaakt voor de recreatievaart. De aansluiting met het Forth and Clyde Canal werd hersteld met de Falkirk-wiel. Een bootreis langs het hele kanaal duurt minstens 12 uur. De sluizen in het kanaal zijn 21 meter lang, 3,5 meter breed en iets meer dan 1 meter diep.

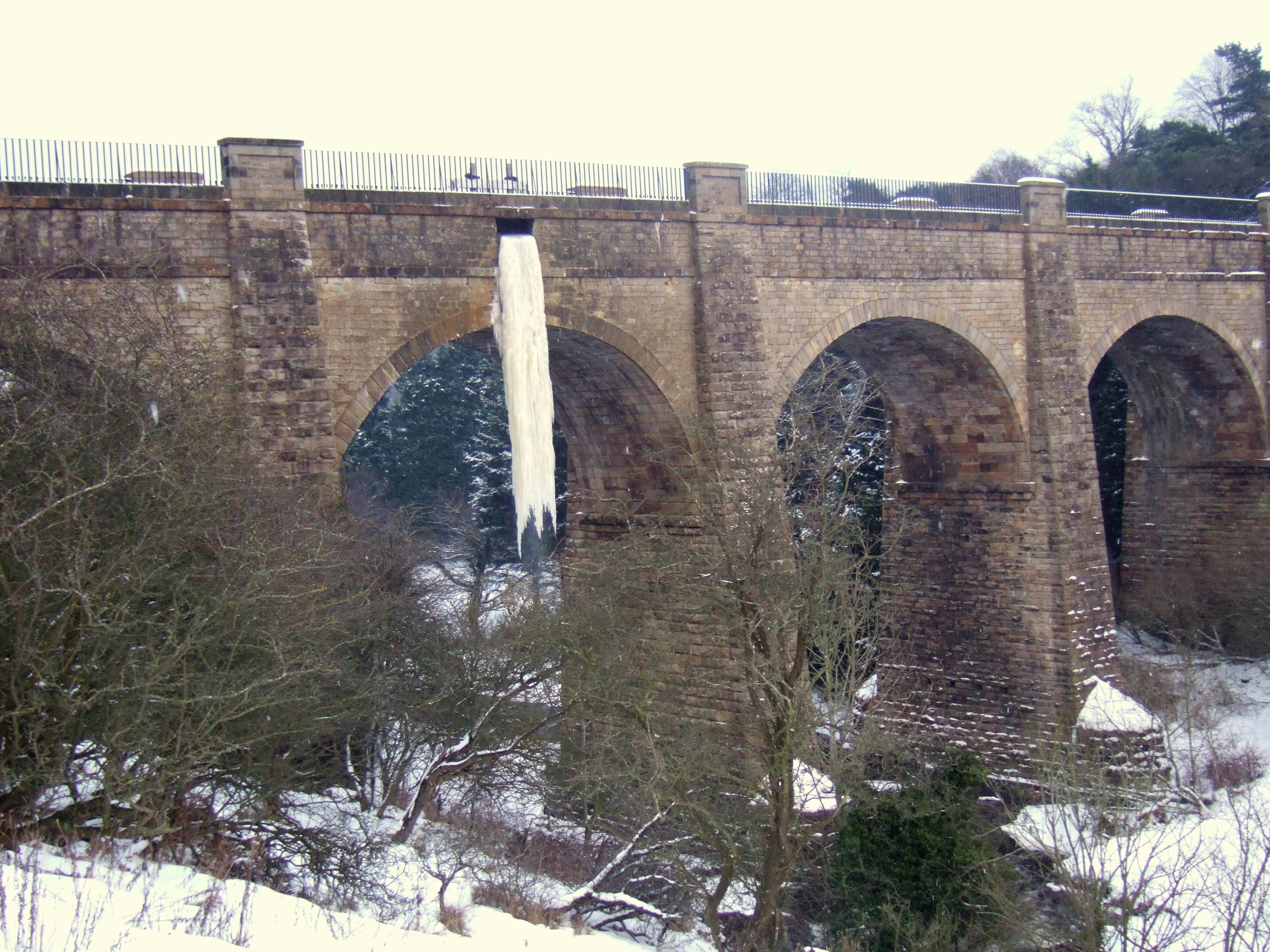
Het Almond-aquaduct in de winter.

In het kanaal liggen diverse kanaalbruggen of aquaducts, zoals het Slateford-aquaduct die het kanaal over de rivier de Leith in Edinburgh leidt, het Almond-aquaduct bij Ratho en het 250 meter lange Avon-aquaduct bij Linlithgow. Het Avon-aquaduct is het op een na grootste aquaduct in het Verenigd Koninkrijk na het Pontcysyllte-aquaduct.